# Phthitia plumosula
Phthitia plumosula är en tvåvingeart som först beskrevs av Camillo Rondani 1880.  Phthitia plumosula ingår i släktet Phthitia och familjen hoppflugor. Arten är reproducerande i Sverige. Inga underarter finns listade i Catalogue of Life.